# Eleição municipal de Passo Fundo em 2012
A eleição municipal de Passo Fundo em 2012 foi realizada em 7 de outubro para eleger um prefeito, um vice-prefeito e 21 vereadores no município de Passo Fundo, no estado brasileiro do Rio Grande do Sul. Foram eleitos Luciano Azevedo (PPS) e Juliano Roso (PCdoB), para os cargos de prefeito(a) e vice-prefeito(a), respectivamente.
Seguindo a Constituição, os candidatos foram eleitos para um mandato de quatro anos que se iniciou em 1º de janeiro de 2013. A decisão para os cargos da administração municipal, segundo o Tribunal Superior Eleitoral, contou com 136 208 eleitores aptos e 19.271 abstenções, de forma que 14.13% do eleitorado não compareceu às urnas em primeiro turno. 

## Candidatos a Prefeito
| Candidato a Prefeito      | Candidato a vice       | Coligação                                                                                           |
| ------------------------- | ---------------------- | --------------------------------------------------------------------------------------------------- |
| Luciano Azevedo (PPS)     | Juliano Roso (PCdoB)   | JUNTOS POR PASSO FUNDO (PRB / PPS / DEM / PRTB / PHS / PMN / PV / PRP / PSDB / PC do B / PPL / PSD) |
| Rene Luiz Cecconello (PT) | César Bilibio (PDT)    | JUNTOS PODEMOS MAIS (PDT / PT / PSL / PSC / PR / PSDC / PTC / PSB)                                  |
| Osvaldo Gomes (PMDB)      | Rafael Bortoluzzi (PP) | PASSO FUNDO UNINDO GERAÇÕES (PP / PTB / PMDB / PT do B)                                             |
| Bradimir da Silva (PSTU)  |                        | Sem coligação                                                                                       |
| Marcelo Zeni (PSOL)       |                        | sem coligação                                                                                       |

### Resultados
| Candidato(a)            | Vice                   | 1º Turno 7 de outubro de 2012 | 1º Turno 7 de outubro de 2012 |
| Candidato(a)            | Vice                   | Votação                       | Votação                       |
|                         |                        | Total                         | Porcentagem                   |
| ----------------------- | ---------------------- | ----------------------------- | ----------------------------- |
| Luciano Azevedo (PPS)   | Juliado Roso (PCdoB)   | 39.872                        | 51,08%                        |
| Rene Cecconello (PT)    | Cesar Bilibio (PDT)    | 34.732                        | 44,49%                        |
| Bradimir da Silva (PST) |                        | 1.893                         | 2,43%                         |
| Marcelo Zeni (PSOL)     |                        | 1.564                         | 2,00%                         |
| Osvaldo Gomes (PMDB)    | Rafael Bortoluzzi (PP) | 0                             | 0,0%                          |
| Total de votos válidos  |                        |                               |                               |
| Votos em branco         | Votos em branco        | 3.115                         | 2,66%                         |
| Votos nulos             | Votos nulos            | 35.791                        | 30,60                         |
| Total                   | Total                  | 116.967                       | 86,22%                        |
| Abstenções              | Abstenções             | 19.241                        | 14,13%                        |
| Votos apurados          | Votos apurados         | 116.967                       | 100%                          |
| Total de eleitores      | Total de eleitores     | 136.208                       | 100%                          |

## Vereadores eleitos
| NOME DO CANDIDATO | % VÁLIDOS | Nº VOTOS |
| ----------------- | --------- | -------- |

| RUFA · PMDB · eleito              | 2,74% | 3.024 |
| GLEISON PALHAÇO UHU · PT · eleito | 2,67% | 2.949 |
| SIDNEI AVILA · PDT · eleito       | 2,45% | 2.705 |
| MARCIO PATUSSI · PDT · eleito     | 2,37% | 2.619 |
| PAULO NECKLE · PMDB · eleito      | 2,21% | 2.443 |
| PATRIC CAVALCANTI · DEM · eleito  | 2,11% | 2.335 |
| DR. ALBERI GRANDO · PDT · eleito  | 2,09% | 2.314 |
| PEDRO DANELI · PPS · eleito       | 2,08% | 2.293 |
| JOÃO PEDRO · PMDB · eleito        | 1,97% | 2.173 |
| PADRE WILSON · PSB · eleito       | 1,96% | 2.169 |
| DALLA LANA · PTB · eleito         | 1,69% | 1.872 |
| PAULO PONTUAL · PP · eleito       | 1,41% | 1.557 |
| RUI LORENZATO · PT · eleito       | 1,32% | 1.458 |
| TASSI · PTB · eleito              | 1,23% | 1.357 |
| EDUARDO PELICIOLLI · PSB · eleito | 1,22% | 1.344 |
| MARCOS DA SILVA · PP · eleito     | 1,12% | 1.234 |
| ISAMAR · PT · eleito              | 1,00% | 1.106 |
| TCHEQUINHO · PC do B · eleito     | 0,90% | 992   |
| CLAUDIA FURLANETTO · PT · eleito  | 0,83% | 921   |
| ALEX · PC do B · eleito           | 0,83% | 915   |
| DR. ERNANI LAIMER · PPS · eleito  | 0,73% | 809   |